# Polyommatus humedasae
The Piedmont Anomalous Blue (Polyommatus humedasae) là một loài bướm ngày thuộc họ Lycaenidae. Nó là loài đặc hữu của Ý, nơi nó được tìm thấy ở Aosta valley ở Alps Ý. Nó chủ yếu được tìm thấy ở độ cao 800 đến 1.000 mét nhưng đôi khi cao đến 1600 mét.
Có một lứa một năm con trưởng thành bay từ tháng 7 đến tháng 8, nhiều nhất vào nửa sau tháng 7.
Ấu trùng ăn hoa của Onobrychis montana và Onobrychis viciifolia. 